# Percy Dudgeon Quensel

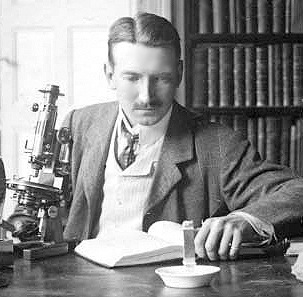
Percy Dudgeon Quensel

Percy Dudgeon Quensel (* 8. September 1881 in Marstrand, Bohuslän; † 3. März 1966 in Oscars församling, Stockholms län) war ein schwedischer Mineraloge, Petrologe und Geologe.

## Leben
Quensel war der Sohn des Pfarrers und späteren Theologieprofessors Oscar Quensel und dessen Frau Eleonore Florence Elizabeth (geborene Dickson). Er studierte an der Universität Uppsala sowie an der Universität Heidelberg und der Universität Graz. 1911 wurde er in Uppsala promoviert und war dort ab 1910 Dozent. 1907 bis 1909 nahm er an der schwedischen Patagonien-Expedition, der Magellan-Expedition von Carl Skottsberg teil. 1910 war er in Stockholm und 1913 in Kanada an der Vorbereitung von Exkursionen der Internationalen Geologischen Kongresse beteiligt. 1914 bis 1948 war er Professor für Mineralogie und Petrologie an der Universität Stockholm. Auch nach seiner Emeritierung blieb er bis zu seinem Tod wissenschaftlich aktiv. 1939 wurde er Mitglied der Königlich Schwedischen Akademie der Wissenschaften.
1920 unternahm er eine Studienreise zu den Erdölfeldern Mexikos. Später befasste er sich mit Quartärgeologie, mineralogischen Studien in Südamerika und der Geologie und Petrographie des Skandinavischen Gebirges und von Västerbotten sowie allgemein schwedischen Mineralvorkommen.
1950 wurde er Ehrenmitglied der Deutschen Mineralogischen Gesellschaft und der Mineralogical Society of Great Britain and Ireland. Außerdem war er Ehrenmitglied der Österreichischen Mineralogischen Gesellschaft.
Nach ihm sind der Quensel-Gletscher auf Südgeorgien und das Mineral Quenselit benannt. Auch ein Greiskraut (Senecio quenselii) und ein Berg in Feuerland (Cerro Quensel) wurden ihm zu Ehren benannt.
Er war seit dem 22. April 1911 mit der Zoologin Annie Therèse (geborene Weiss, 24. Oktober 1886 – 22. Mai 1933) verheiratet. Sie war eine Tochter des Hof- und Gerichtsadvokaten Sigmund Weiss und dessen Frau Therèse (geborene Stukart).

## Schriften (Auswahl)
- Untersuchungen an Aschen, Bomben und Laven des Ausbruches des Vesuv 1906. In: Centralblatt für Mineralogie, Geologie und Paläontologie. 1906, S. 497–505 (zobodat.at [PDF]).
- Zur Bildung von Quarz und Tridymit in Silikatschmelzen. In: Centralblatt für Mineralogie, Geologie und Paläontologie. 1906, S. 728–737 (zobodat.at [PDF]).
- Über das gegenseitige Verhältnis zwischen Quarz und Tridymit. In: Anzeiger Der Kaiserlichen Akademie Der Wissenschaften, Mathematisch-Naturwissenschaftliche Classe. Der Akademie, Wien 1906, S. 453–456 (Textarchiv – Internet Archive).
- Geologisch-petrographische Studien in der patagonischen Cordillera. Almqvist & Wiksells, Uppsala 1911, OCLC 1012295336 (Hochschulschrift).
- Die Mineralien des Lithium-Pegmatites von Varuträsk. In: Zeitschrift für Kristallographie, Mineralogie und Petrographie. Band 53, Nr. 6, November 1941, ISSN 1438-1168, S. 354–357, doi:10.1007/BF02950210.